# Andiperla willinki
Andiperla willinki ist eine Steinfliege, die in den Gletscherspalten der patagonischen Anden in Südamerika lebt. Sie besitzt einen eigenen Frostschutz und ernährt sich von organischen Einschlüssen im Eis. Das Artepitheton willinki wurde zu Ehren des in den Niederlanden geborenen argentinischen Insektenforschers Abraham Willink (1920–1998) vergeben, der die ersten Exemplare dieser Steinfliegen entdeckt hatte.

## Merkmale
Charakteristisch für Andiperla willinki ist, dass das erwachsene Tier keine Flügel ausbildet. Es ähnelt in vielen Merkmalen dem Larvenstadium (Neotenie). Der Hinterleib ist rückenseitig vollständig chitinisiert. Andiperla willinki ist auffallend rötlich-braun und schwarz gefärbt. Es fehlen die Ocellen, die Komplexaugen sind hingegen vorhanden und halbkugelförmig ausgebildet. An den Beinen sind wie bei der in Neuseeland ebenfalls in großen Höhen vorkommenden Steinfliege Rakiuraperla nudipes keine Empodien zwischen den Krallen der Endglieder ausgebildet. Diese Anpassung verringert die Oberfläche, mit der diese Steinfliegen das Substrat, meist Eis, berühren. Die Beine der Larven besitzen keine Setae oder andere Schwimmfortsätze. Die Hinterleibsfäden (Cerci) sind sehr kurz.

## Vorkommen
Abraham Willink entdeckte 1953 Exemplare dieser Steinfliege auf dem Upsala-Gletscher nahe dem Lago Argentino in der Provinz Santa Cruz im Süden Argentiniens. Er sandte adulte Exemplare und Nymphen an den Schweizer Entomologen Jacques-F. Aubert, der 1956 die Erstbeschreibung veröffentlichte.
Im Jahr 2001 wurde das Insekt von Henri Garcia, einem Taucher, in den Gewässern unter einem Gletscher im chilenischen Nationalpark Torres del Paine wiederentdeckt. Da den Teilnehmern der Expedition nicht klar war, um welches Insekt es sich handelte, wurde es wegen des bizarren Aussehens der Larve „Patagonischer Drache“ genannt. Andiperla willinki wurde inzwischen auch auf dem argentinischen Perito-Moreno-Gletscher in Patagonien gefunden.

## Systematik
Wegen der außergewöhnlichen Merkmale dieser Steinfliege stellte Aubert sie in eine neu errichtete Gattung, die er wegen des Fundorts in den Anden Andiperla nannte. Ihm fielen Ähnlichkeiten des letzten Hinterleibssegments der Männchen von Andiperla mit jenem der ebenfalls in Südamerika vorkommenden Gattung Gripopteryx auf. Daher wurde die Gattung Andiperla in die Familie der Gripopterygidae gestellt. Sie ist bis heute eine monotypische Gattung geblieben, d. h. Andiperla willinki ist die einzige Art in dieser Gattung. Zusammen mit anderen Gattungen wie Aubertoperla, Dinoperla und Limnoperla gehört Andiperla zur Unterfamilie Paragripopteryginae.

## Physiologie
Andiperla willinki wird wegen ihrer physiologischen Anpassungen an das Leben im Eis erforscht. Die Steinfliege erzeugt ein Frostschutzmittel auf Basis von Glycerin, wie es auch als Gefrierschutzmittel in den Kühlwassersystemen von Automobilen Verwendung findet. Die körpereigenen Flüssigkeiten von Andiperla werden dadurch vor dem Einfrieren geschützt, was durch die Bildung von Eiskristallen eine Verletzung des Zellgewebes und durch Ausdehnung der Flüssigkeit im gefrorenen Zustand ein Platzen der Gefäße zur Folge hätte.
Auch Stoffwechseleigenschaften bei der Ernährung unter extremen Temperaturbedingungen werden untersucht.

## Belege